# Munich Challenger 1992
Il Munich Challenger 1992 è stato un torneo di tennis facente parte della categoria ATP Challenger Series nell'ambito dell'ATP Challenger Series 1992. Il torneo si è giocato a Monaco di Baviera in Germania dal 9 al 15 novembre 1992 su campi in sintetico ndoor.

## Vincitori

### Singolare
Daniel Vacek ha battuto in finale  Jonas Svensson con il punteggio di 3–6, 7–6, 6–4

### Doppio
Sander Groen /  Arne Thoms hanno battuto in finale  Marcos Ondruska /  Grant Stafford con il punteggio di 6–4, 7–6